# Залесье (Высоковское сельское поселение)
Залесье — деревня в Усть-Кубинском районе Вологодской области.
Входит в состав Высоковского сельского поселения (с 1 января 2006 года по 9 апреля 2009 года входила в Митенское сельское поселение), с точки зрения административно-территориального деления — в Митенский сельсовет.
Расстояние до районного центра Устья по автодороге — 19 км, до центра муниципального образования Высокого по прямой — 8 км. Ближайшие населённые пункты — Спасское, Кобелево, Митенское.
По переписи 2002 года население — 2 человека.